# Anton Berindei

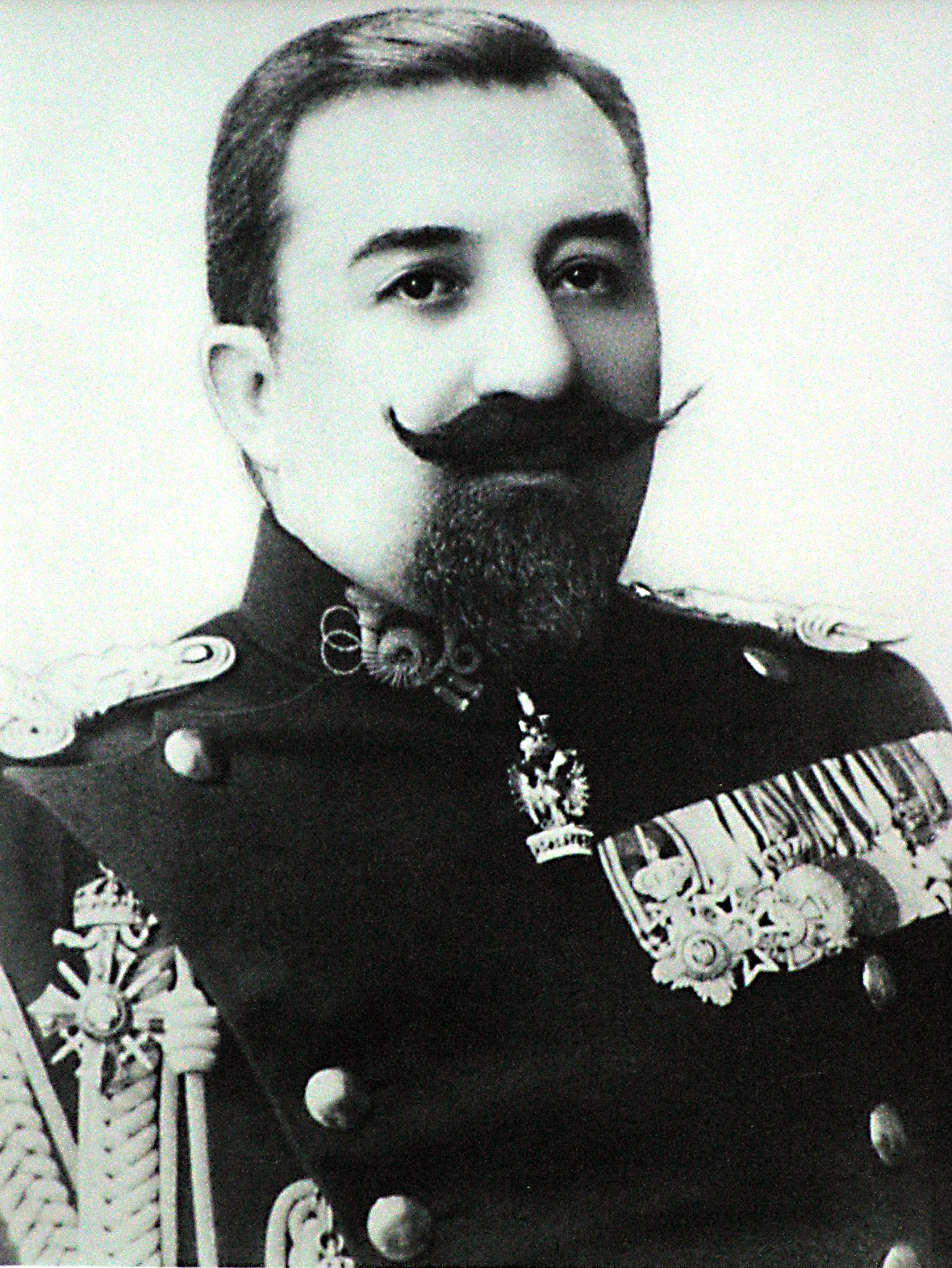
Generalul Anton Berindei.

Anton Berindei (n. 6 ianuarie 1838, Roșiori de Vede – d. 31 octombrie 1899, București) a fost un politician și general român.
Generalul Anton Berindei, aparținea unei mari și tradiționale familii de boieri.

## Carieră
- 25 februarie 1866, prin Decretul Locotenenței Domnești nr. 259, se înființează compania de pontonieri condusă de căpitanul Anton Berindei.
- 1890 - Comandantul Direcției Generale a Lucrărilor de Fortificațiune, care avea în administrare întregul inel de fortificații din jurul Capitalei.
- 1897 - Generalul liberal Anton Berindei a deținut funcția de Ministru de Război în guvernul D.A. Sturdza.

## Galerie imagini

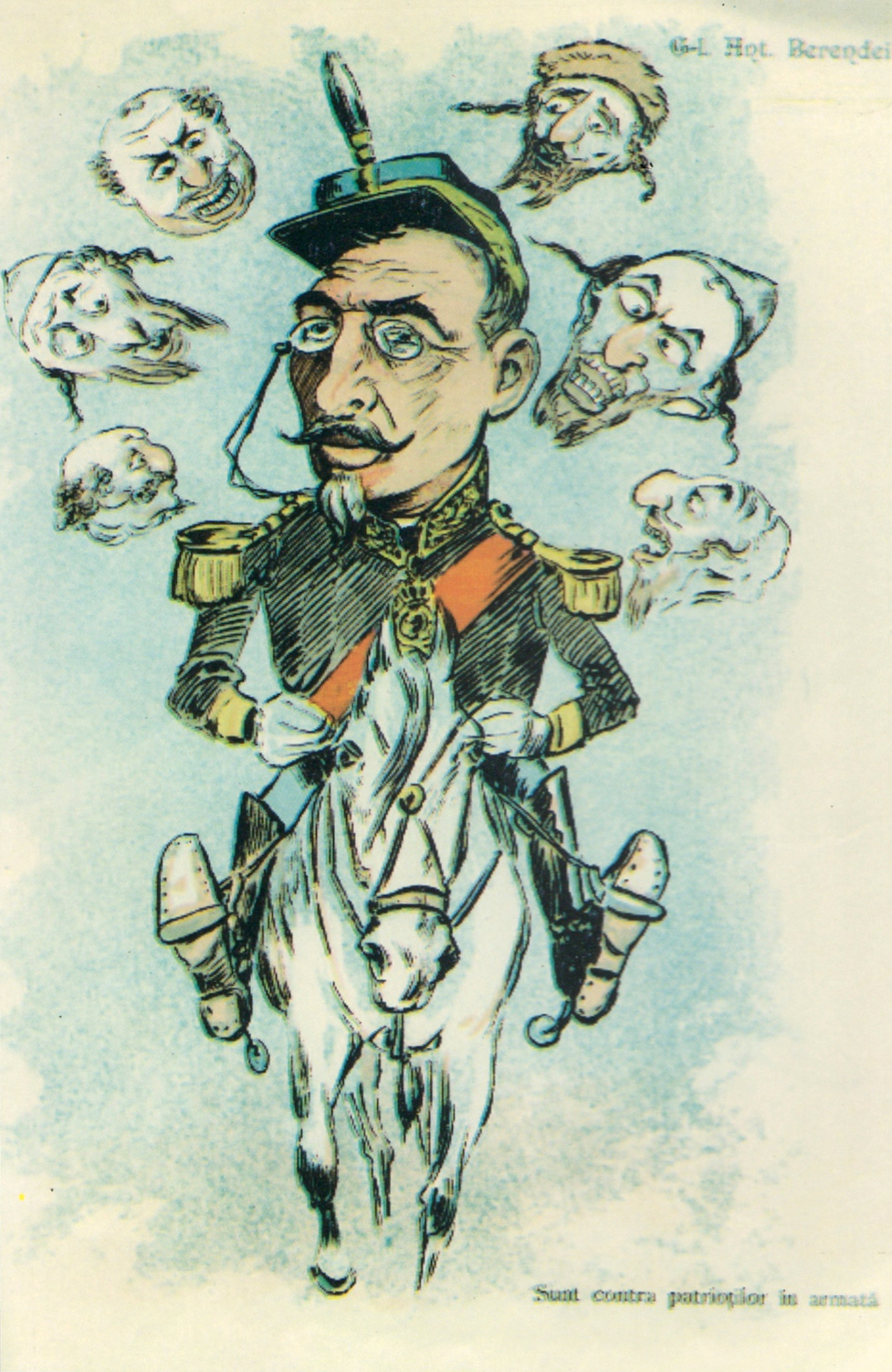
Anton Berindei - caricatură de Nicolae S. Petrescu-Găină